# Charles A. Beard
Charles A. Beard (ur. 27 listopada 1874 w Knightstown, zm. 1 września 1948 w New Haven) – amerykański historyk, jeden z najbardziej wpływowych przedstawicieli tej dyscypliny w pierwszej połowie XX wieku. Jest znany z odważnego, krytycznego podejścia do amerykańskich mitów narodowych, a w szczególności do kwestii związanych z powstaniem Stanów Zjednoczonych i roli, jaką w nim odegrali Ojcowie Założyciele.

## Życiorys
Charles Austin Beard urodził się 27 listopada 1874, niedaleko Knightstown w stanie Indiana. Pochodził z bogatej rodziny, co pozwoliło mu na studia uniwersyteckie. Początkowo uczęszczał na metodystyczny DePauw University w Greencastle w Indianie, gdzie w 1898 uzyskał bakalaureat. Następnie wyjechał do Europy. Studiował w Oksfordzie, gdzie był współzałożycielem szkoły robotniczej. W 1900 na krótko przyjechał do ojczyzny, gdzie ożenił się z Mary Ritter, historykiem i działaczką na rzecz praw kobiet. W Wielkiej Brytanii przebywał do 1904. Wtedy na stałe powrócił do Stanów Zjednoczonych, żeby objąć posadę profesora nauk politycznych na Columbia University. W 1913 wydał swoją najsłynniejszą książkę An Economic Interpretation of the Constitution of the United States, w której położył nacisk na ekonomiczne, a nie ideowe przyczyny amerykańskiej wojny o niepodległość. W rozprawie The Economic Origins of Jeffersonian Democracy z 1915, złagodził wprawdzie niektóre sformułowania na ten temat, ale podtrzymał swoje główne tezy. Razem z żoną napisał monumentalną, dwutomową monografię The Rise of American Civilization, wydaną w 1927. Później została ona uzupełniona tomami America in Midpassage (1939) i The American Spirit (1942). W 1917 zrezygnował z katedry na Columbia University, w geście protestu przeciwko weryfikacji pracowników naukowych pod zarzutem nielojalności i działalności wywrotowej. W 1919 był jednym z założycieli New School for Social Research w Nowym Jorku. W latach 30. i 40. XX wieku skupił się na zagadnieniach polityki zagranicznej Stanów Zjednoczonych. Wielokrotnie krytykował administracje prezydenta Franklina Delano Roosevelta, obwiniając go o wplątanie kraju w II wojnę światową. Swoje poglądy wyraził w książkach American Foreign Policy in the Making, 1932–1940 (1946) i President Roosevelt and the Coming of War, 1941 (1948). Ze względu na nie był krytykowany jako izolacjonista.
W swojej pracy naukowej Charles Austin Beard podkreślał subiektywizm historyka i jego uwikłanie w epokę, w której wyrósł i pracuje.

## Skrzydlate słowa
Do znanych stwierdzeń Charlesa A. Bearda należą sformułowania: Whom the gods would destroy, they first make mad with power, The mills of God grind slowly, but they grind exceedingly small, The bee fertilizes the flower it robs, When it is dark enough, you can see the stars.